# Faith and the Muse
Faith and the Muse — андеграундная готик/darkwave-группа из двух музыкантов, Моники Ричардз (Monica Richards) и Уильяма Фэйта (William Faith). Они хорошо известны на готической музыкальной сцене как новаторы и культовые фигуры. Их музыка включает в себя много жанров, от фолковых песен до мрачных композиций. Ричардз — главный вокалист, хотя Фэйт поёт одну-две песни в каждом альбоме. Группу трудно отнести к какому-то одному жанру. Их влияние включает «dark alternative», готик-рок, кельтскую музыку и другие направления фолк-музыки. Источником вдохновения для многих их песен часто служит валлийская и ирландская мифология.

## История
Моника Ричардз — музыкант, художник, поэт и филолог из Вашингтона. Она встретила Уильяма Фейта в 1993 г., когда её группа «Strange Boutique» открывала «Shadow Project» в Норфолке, штат Виргиния. Перед созданием «Faith and the Muse» оба имели опыт участия в готической и пост-панковской культуре 1980-х гг. Ричардз пела в группе «Strange Boutique», Фейт выступал с готик- и death-роковыми иконами «Shadow Project», «Christian Death», «Mephisto Walz» и «Sex Gang Children». «Faith and the Muse» была создана в 1993 г. с Ричардс и Фейтом, обменивающимися плёнками, в то время как Ричардс всё ещё жила на восточном побережье. Вскоре после этого она переехала в Лос-Анджелес, где их дуэт и остался до сих пор.
Они записали первый альбом «Elyria» в марте 1994 г. Предпочитая не почивать на лаврах, дуэт продолжил развитие в 1995 г. с концептуальным альбомом «Annwyn, Beneath The Waves», концепция которого была основана на валлийской мифологии. Группа провела множество выступлений в поддержку альбома, играя и с приглашёнными музыкантами в полносоставном ансамбле, и как акустический дуэт — последний из этих вариантов был записан на альбоме «Vera Causa» в 2001 г.
Их третий альбом «Evidence of Heaven», выпущенный в 1999 г., обозначил конец первого периода творчества группы. Затем они стали модернизировать свой имидж и звучание, что привело к появлению в 2003 г. альбома «The Burning Season» — первого их альбома на лейбле Metropolis Records.
В течение последних десяти лет они активно гастролируют в Америке и в Центральной Европе и выступают на основных альтернативных фестивалях, таких как «Convergence» (готический фестиваль) 13 (США) и «Whitby Gothic Weekend X» (в Англии). На концертах они задействуют полносоставный ансамбль с приглашёнными музыкантами.

## Дискография
- Elyria (1994)
- Annwyn, Beneath the Waves (1996)
- Live in Mainz (1997)
- Evidence of Heaven (1999)
- Vera Causa (2001)
- The Burning Season (2003)
- Ankoku Butoh (2009)
- Tatsu (2009)